# Hi'Spec
Hi'Specは、SIMI LABのDJ/トラックメイカーとして活動する日本のヒップホップミュージシャン。
SIMI LABの1stアルバムでは「Show Off」をプロデュースし、2014年SIMI LABの2ndアルバムでは4曲をプロデュース。
2015年、OMSBの2ndソロアルバム「Think Good」や、piz?（ABC）のソロアルバム「3212」でも楽曲提供。
そして自身名義でも9曲入りのフリー・ビートアルバム「TiLL」を発表。現在はDJ活動に加え、自身のビートで構成したビートライブ等でも活動している。
2016年6月、自身初のプロデュースアルバム「Zama City Making 35」を発表。

## ディスコグラフィー

### アルバム
- Zama City Making 35 (2016年6月) [SUMMIT]
- TiLL